# Li Ju
Li Ju (n. 22 ianuarie 1976, Nantong⁠(d), Republica Populară Chineză) este o jucătoare de tenis de masă ce a reprezentat Republica Populară Chineză, medaliată olimpică. A participat la o ediție a Jocurilor Olimpice (2000) în care a câștigat o medalie de argint.

## Participări
Lista de mai jos prezintă principalele competiții la care a participat Li Ju de-a lungul carierei.
- table tennis at the 2000 Summer Olympics – women's singles[*]